# Llandybie
Llandybie (en anglais) ou Llandybïe (en gallois) est un village et une communauté du Carmarthenshire, au pays de Galles.
Outre Llandybie même, la communauté comprend les villages de Blaenau, Caerbryn, Capel Hendre (cy), Cwmgwili (en), Pentre Gwenlais (cy), Pen-y-banc (cy), Pen-y-groes (en) et Saron (en). Au recensement de 2011, elle comptait 10 994 habitants.